# Patrick Daley
Patrick Lloyd Daley (né le 27 mars 1959 à Marville en France) est un joueur français de hockey sur glace. Il possède aussi la nationalité canadienne.

## Carrière de joueur
Il commence sa carrière junior dans la Ligue de hockey junior majeur du Québec avec le National de Laval en 1975-1976. Il y joue au total quatre saisons avant d'être repêché par les Jets de Winnipeg de la Ligue nationale de hockey en 1979. Il devient en 1979-1980 le deuxième joueur né en France à jouer dans la LNH après André Peloffy.
Il ne joue que 12 parties dans la LNH, passant la majorité de son temps dans les clubs-écoles des grands clubs. Il rejoint un club de son pays natal en 1982-1983. Il joue le reste de sa carrière dans la ligue élite française jusqu'en 1994.

## Statistiques
Pour les significations des abréviations, voir Statistiques du hockey sur glace.
| Saison     | Équipe                    | Ligue           |    | Saison régulière | Saison régulière | Saison régulière | Saison régulière | Saison régulière |   | Séries éliminatoires | Séries éliminatoires | Séries éliminatoires | Séries éliminatoires | Séries éliminatoires |
| Saison     | Équipe                    | Ligue           | PJ | B                | A                | Pts              | Pun              | PJ               | B | A                    | Pts                  | Pun                  |                      |                      |
| 1975-1976  | National de Laval         | LHJMQ           | 70 | 8                | 11               | 19               | 47               | -                | - | -                    | -                    | -                    |                      |                      |
| 1976-1977  | National de Laval         | LHJMQ           | 63 | 23               | 36               | 59               | 135              | -                | - | -                    | -                    | -                    |                      |                      |
| 1977-1978  | National de Laval         | LHJMQ           | 69 | 44               | 76               | 120              | 174              | -                | - | -                    | -                    | -                    |                      |                      |
| 1978-1979  | Junior de Montréal        | LHJMQ           | 67 | 25               | 50               | 75               | 139              | -                | - | -                    | -                    | -                    |                      |                      |
| 1979-1980  | Oilers de Tulsa           | LCH             | 65 | 9                | 16               | 25               | 141              | 3                | 1 | 0                    | 1                    | 13                   |                      |                      |
| 1979-1980  | Jets de Winnipeg          | LNH             | 5  | 1                | 0                | 1                | 4                | -                | - | -                    | -                    | -                    |                      |                      |
| 1980-1981  | Oilers de Tulsa           | LCH             | 68 | 18               | 22               | 40               | 189              | 8                | 3 | 5                    | 8                    | 24                   |                      |                      |
| 1980-1981  | Jets de Winnipeg          | LNH             | 7  | 0                | 0                | 0                | 9                | -                | - | -                    | -                    | -                    |                      |                      |
| 1981-1982  | Express de Fredericton    | LAH             | 71 | 14               | 13               | 27               | 120              | -                | - | -                    | -                    | -                    |                      |                      |
| 1982-1983  | ASG Tours                 | Nationale A     |    |                  |                  |                  |                  |                  |   |                      |                      |                      |                      |                      |
| 1983-1984  | ASG Tours                 | Nationale A     | 40 | 28               | 25               | 53               | -                | -                | - | -                    | -                    | -                    |                      |                      |
| 1984-1985  | ASG Tours                 | Nationale A     | 32 | 27               | 15               | 32               | -                | -                | - | -                    | -                    | -                    |                      |                      |
| 1985-1986  | Français Volants de Paris | Nationale 1A    | 30 | 17               | 15               | 32               | -                | -                | - | -                    | -                    | -                    |                      |                      |
| 1986-1987  | Français Volants de Paris | Nationale 1A    | 40 | 27               | 36               | 63               | -                | -                | - | -                    | -                    | -                    |                      |                      |
| 1987-1988  | Aigles Bleus de Gap       | Nationale 1A    | 30 | 10               | 8                | 18               | 34               | -                | - | -                    | -                    | -                    |                      |                      |
| 1988-1989  | Dragons de Rouen          | Nationale 1A    | 35 | 10               | 22               | 32               | 62               | 5                | 2 | 1                    | 3                    | 0                    |                      |                      |
| 1989-1990  | Dragons de Rouen          | Nationale 1A    | 26 | 9                | 13               | 22               | 32               | 4                | 0 | 0                    | 0                    | 2                    |                      |                      |
| 1990-1991  | Dragons de Rouen          | Ligue Nationale | 27 | 6                | 4                | 10               | 18               | 9                | 1 | 1                    | 2                    | 6                    |                      |                      |
| 1993-1994  | Albatros de Brest         | Nationale 1     | 19 | 5                | 1                | 6                | 37               | 6                | 0 | 3                    | 3                    | 14                   |                      |                      |
| Totaux LNH | Totaux LNH                | Totaux LNH      | 12 | 1                | 0                | 1                | 13               | -                | - | -                    | -                    | -                    |                      |                      |

### Statistiques en équipe nationale
| Année | Équipe | Compétition                 |   | PJ | B | A | Pts | Pun                |  | Résultats |
| 1978  | Canada | championnat du monde junior | 6 | 3  | 2 | 5 | 2   | Médaille de bronze |  |           |
| 1986  | France | championnat du monde B      | 7 | 4  | 3 | 7 | 4   | 4e                 |  |           |
| 1987  | France | championnat du monde B      | 6 | 1  | 3 | 4 | 8   | Médaille de bronze |  |           |

## Transactions en carrière
- Juillet 1981 : signe un contrat comme agent libre avec les Nordiques de Québec.

## Trophées et honneurs personnels
- 1978 : nommé dans la 1re équipe d'étoiles de la Ligue de hockey junior majeur du Québec.